# 찬춘싱

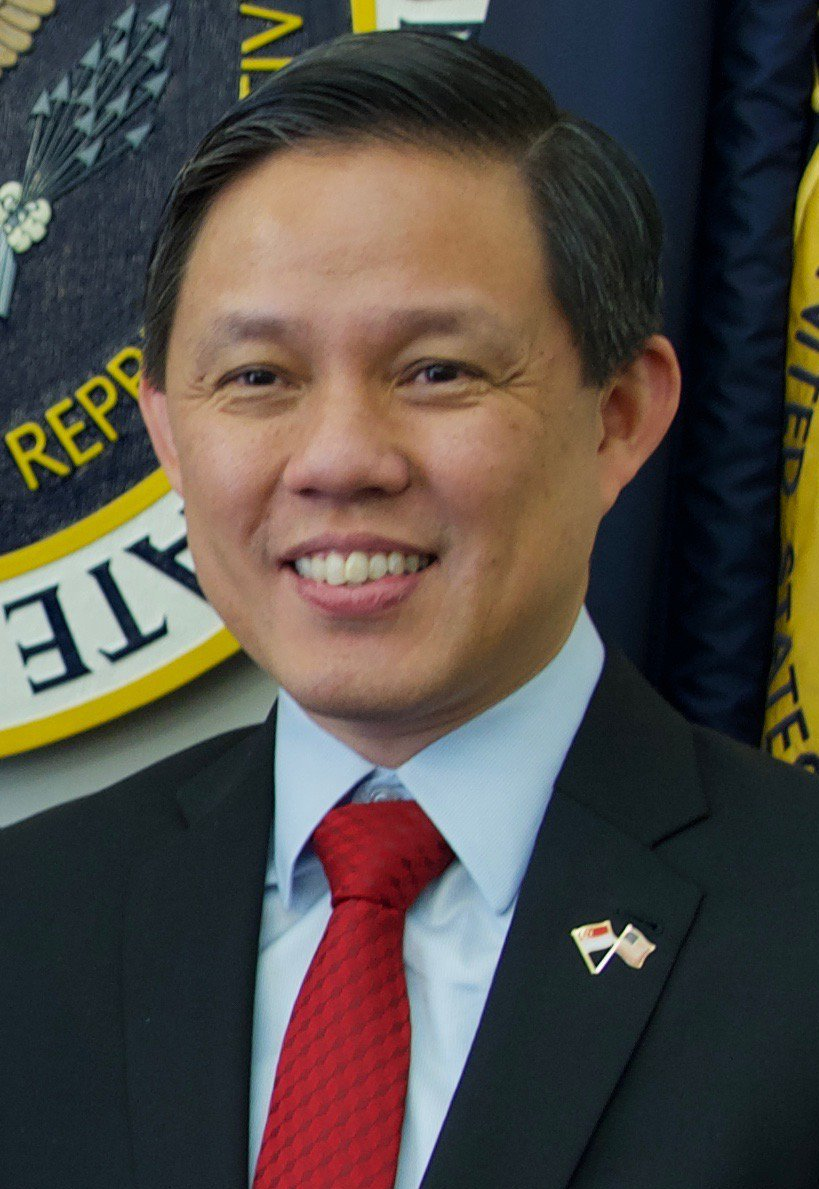

찬춘싱(영어: Chan Chun Sing, 1969년 10월 9일 ~ )은 싱가포르의 군인 출신 정치인이다. 집권 인민행동당 소속으로, 현재 무역산업부 장관이다.
2015년 10월 이래 공직담당장관이기도 한 그는 정계 입문 전 싱가포르군에서 복무했으며, 소장으로의 승진을 거쳐 2010년부터 2011년까지 군 총장을 지냈다.
2011년 5월 이래 탄종파가르 집단선거구(부오나비스타)의 국회의원을 역임하고 있는 중이다. 2011년 5월부터 2018년 4월에 이르기까지 총리실 장관, 사회가족발전부 장관, 문화공동체청년부장관직을 맡았다. 인민행동당에서는 2015년 9월부터 2019년 6월까지 원내총무를 지냈으며, 2018년 11월 이래 제2사무차장직을 역임하고 있다. 이전에는 인민회 부회장직을 맡기도 했다.
한때 리셴룽의 뒤를 이을 제4대 총리로 유력시 되었으나, 2018년 11월 제2사무차장에 임명되면서 한 발 물러나게 되었다(보통 제1사무차장이 총리직을 승계한다). 제1사무차장직은 헹스위킷이 가져가게 되었으며, 이후 헹스위킷이 단일 부총리로 임명되면서 공동 부총리제도는 폐지되었다.